# Gli ultimi del paradiso
Gli ultimi del paradiso è una miniserie televisiva italiana, andata in onda su Rai 1 il 24 e il 25 gennaio 2010. Gli interpreti principali sono Massimo Ghini, Elena Sofia Ricci e Diane Fleri. 

## Trama
Mario ha quarant’anni. È un uomo solido, affidabile. Ha una moglie, Carmen, una figlia e un piccolo benessere costruito giorno per giorno. Fa il camionista, e proprio lavorando sui camion ha trovato i suoi migliori amici, Vittorio, Piero e Luigi. Mario ha anche un fratello, Lorenzo, che si è appena laureato in Giurisprudenza. Lui è nato nel momento giusto, quando il padre Federico poteva permettersi di farlo studiare. Lorenzo e Mario in fondo non sembrano nemmeno fratelli, ma quando il padre viene a mancare all’improvviso, si ritrovano in forte difficoltà.

## Ascolti
Ascolti
| n° | Data            | Telespettatori | Share  |
| -- | --------------- | -------------- | ------ |
| 1  | 25 gennaio 2010 | 5.067.000      | 19,57% |
| 2  | 26 gennaio 2010 | 5.784.000      | 20,65% |